# Venema Creek
De Venema Creek is een beek in de wijk Broadview in Seattle. De beek is 0,5 km lang en mondt uit in de Pipers Creek. De Venema Creek stroomt gedurende zijn gehele traject door het Carkeek Park.
De beek is vernoemd naar Harry G. Venema (1885-1968), die in 1919 langs de beek ging wonen. De Venema Creek staat sinds 31 december 1992 geregistreerd in de database van de United States Geological Survey (USGS).